# Cansu Dere

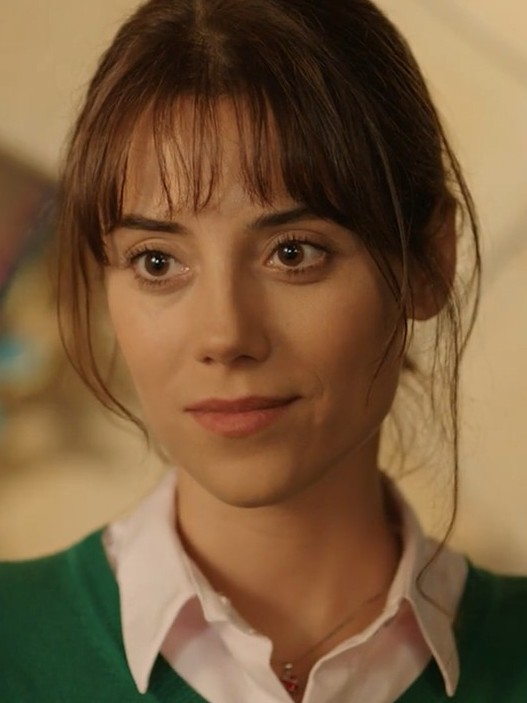
Cansu Dere, 2013

Cansu Dere (* 14. Oktober 1980 in Ankara) ist eine türkische Schauspielerin und Model.
Dere studierte Archäologie an der İstanbul Üniversitesi, bevor sie 2004 ihre Medienkarriere begann. Sie wurde berühmt für ihre Rolle in Sıla; von 2009 bis 2011 spielte sie eine Hauptrolle in der Seifenoper Ezel.
In der Hürriyet Daily News wurde sie in ihrer Rolle in dem Film Acı Aşk (Love, Bitter) als „schön, aber enervierend“ charakterisiert.
2012 spielte sie in der Historienserie Das osmanische Imperium – Harem: Der Weg zur Macht (Muhteşem Yüzyıl) in der dritten Staffel (ab Folge 64) die Hauptrolle der persischen Haremsklavin Firuze.

## Filmografie
- 2003: Alacakaranlik (Miniserie)
- 2004: Metro palas (Miniserie)
- 2005: Güz yangini (Miniserie)
- 2006: Kabuslar evi – Takip
- 2006–2008: Sila (Fernsehserie, 79 Folgen)
- 2007: Son osmanli – Der letzte Osmane (Son Osmanli Yandim Ali)
- 2009: Aci ask
- 2009: Yahsi Bati – Die osmanischen Cowboys (Yahsi Bati)
- 2009–2011: Ezel
- 2011: Live from Burj Khalifa: Ezel red Carpet (Fernsehfilm)
- 2011: Behzat Ç. – Seni kalbime gömdüm
- 2012: El yazisi
- 2016: Anne
- 2018: Ein guter Mensch (Şahsiyet)
- 2019: Ferhat ile Sirin
- 2020: Sadakatsiz